# Schinkel Pavillon (Berlin-Mitte)

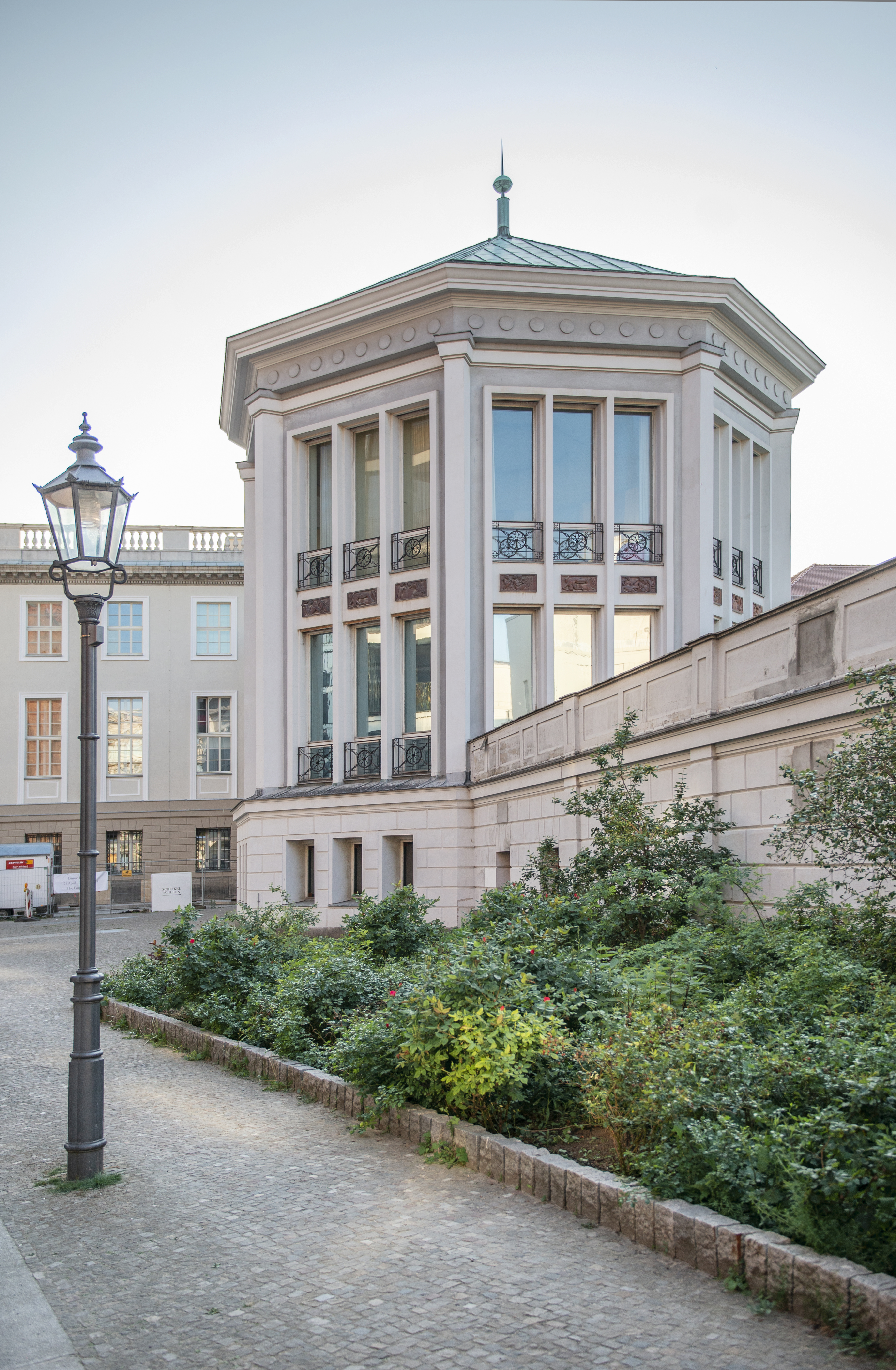
Schinkel Pavillon

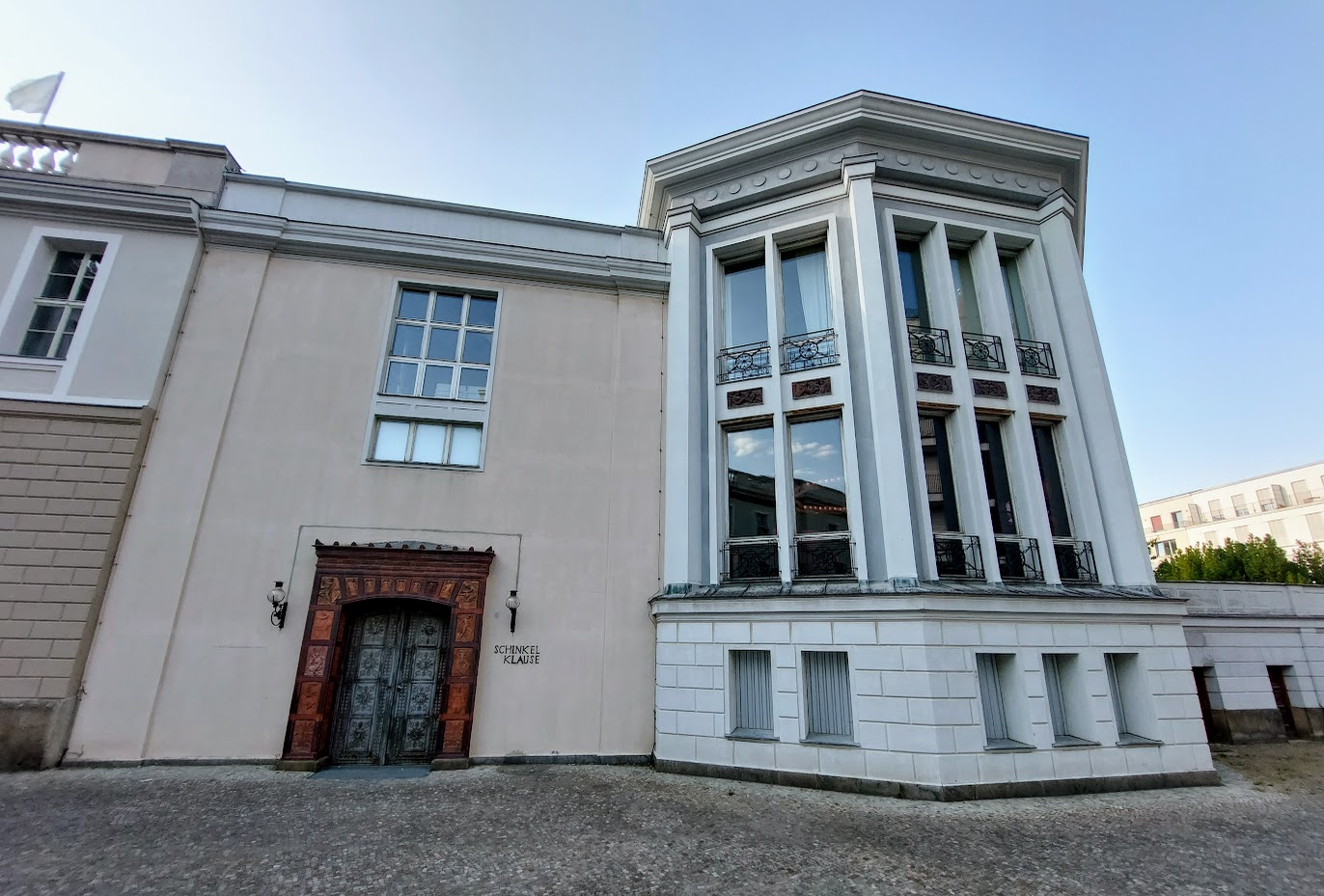
Pavillon mit Eingang zur ehemaligen Schinkelklause

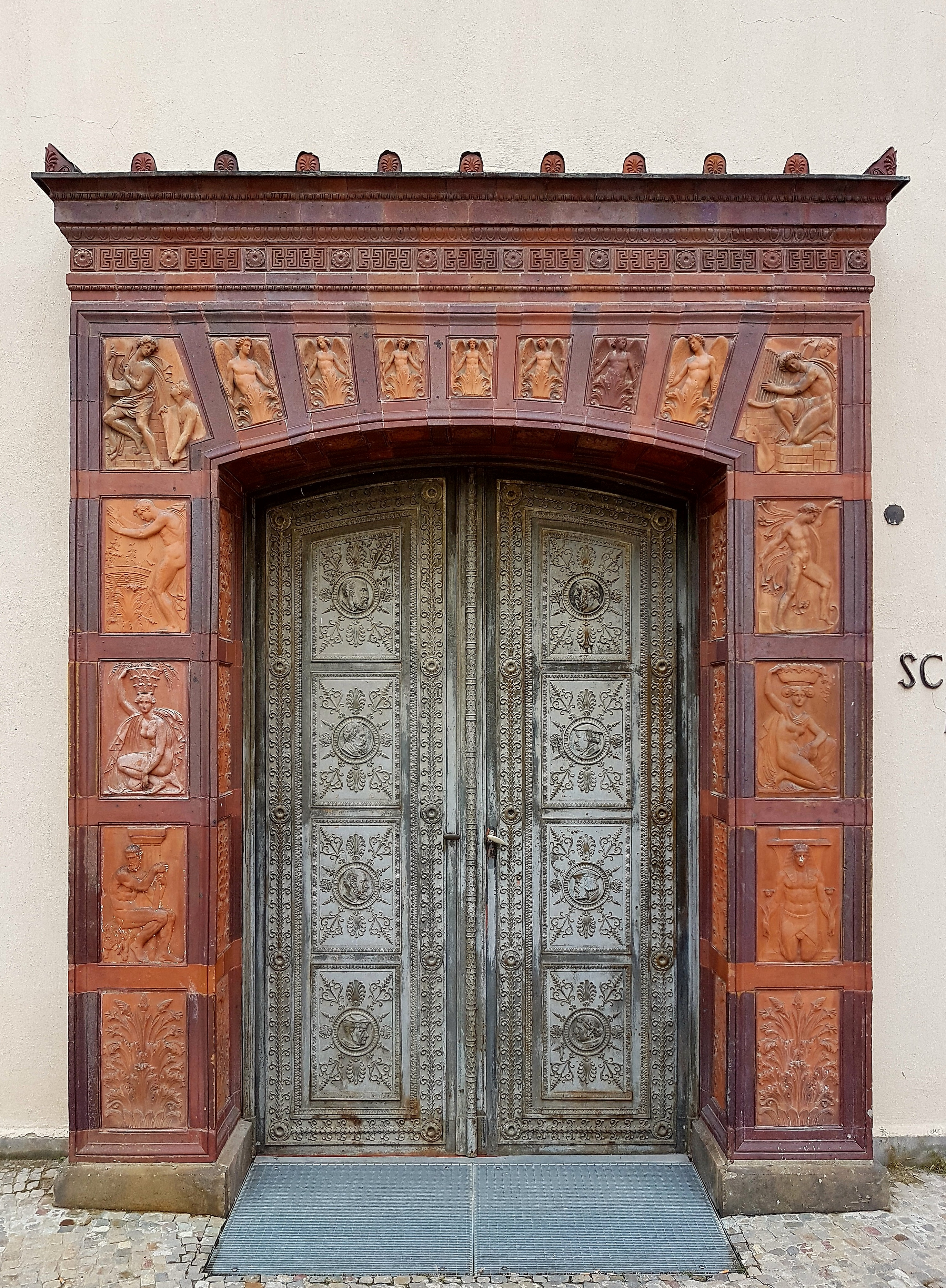
Das ehemalige linke Portal aus Eisenkunstguss der Berliner Bauakademie mit Schmuckterrakotten, entstanden um 1835

Der Schinkel Pavillon befindet sich in einem denkmalgeschützten Gebäude in der Oberwallstraße in Berlin-Mitte, der ehemaligen Schinkelklause. Der 2007 gegründete gleichnamige Kunstverein versteht sich als Plattform für experimentelle zeitgenössische Skulptur, Installation und Medienkunst. Die von Nina Pohl kuratierten Ausstellungen zeigen künstlerische Positionen, die auf die Besonderheit dieses Ortes eingehen.

## Geschichte und Architektur
Der 1969 von dem Architekten Richard Paulick erbaute Pavillon liegt im Park des Kronprinzenpalais. Zu Zeiten der DDR war in dem Gebäude das Restaurant Schinkelklause untergebracht. Das rundum verglaste, oktogonale Gebäude mit einem flachen Zeltdach verbindet Elemente aus Klassizismus und Moderne. In den Eingangsbau des Gebäudes, das durch einen Brückenbau über der Oberwallstraße mit dem ebenfalls von Richard Paulick von 1952 bis 1954 im neubarocken Stil erbauten Funktionsgebäude der Staatsoper Unter den Linden verbunden ist, wurde ein Portal aus Eisenkunstguss (entstanden um 1835) nebst Terrakottareliefs aus der 1962 abgerissenen Berliner Bauakademie von Karl Friedrich Schinkel integriert. In die Fassade des Oktogons wurde Terracottaplatten aus der Bauakademie eingebaut.

## Mission und Ausstellungsprogramm
Durch sein Ausstellungsprogramm knüpft der Kunstverein an die institutionelle Tradition des Kronprinzenpalais an. Das Kronprinzenpalais beherbergte ab 1918 die von Ludwig Justi gegründete Neue Abteilung der Nationalgalerie, die der zeitgenössischen Kunst des 20. Jahrhunderts gewidmet war. Die sogenannte „Galerie der Lebenden“ hatte Vorbildfunktion bei der Gründung bedeutender zeitgenössischer Museen, so insbesondere für das Museum of Modern Art in New York City. Trotz ihrer herausragenden Stellung schlossen die Nationalsozialisten die Neue Abteilung 1937 und die Kunstwerke wurden als entartete Kunst entweder außer Landes gebracht oder vernichtet. Mit der Gründung des Kunstvereins Schinkel Pavillon e. V. wurde dieser historische Ort der Öffentlichkeit wieder zugänglich gemacht. Seit 2014 nutzt der Schinkel Pavillon zudem das ehemalige Restaurant Schinkelklause als Ausstellungsraum.
Die denkmalgeschützte Architektur des Pavillons befindet sich in unmittelbarer Nachbarschaft der Museumsinsel, der Keimzelle der Berliner Museumslandschaft, und bildet einen Rahmen für die Ausstellung  zeitgenössischer Kunst im historischen Zentrum Berlins. Der Schinkel Pavillon präsentiert mittels Einzelausstellungen ortsansässige und internationale Künstler. Kern des von der Kuratorin Nina Pohl konzipierten Ausstellungsprogramms, das bereits Künstler wie Mike Kelley, Isa Genzken, Franz West und Paul McCarthy an den Pavillon holte, ist eine eigens für die außergewöhnliche Architektur geschaffene künstlerische Neuproduktion, die sich mit den Gegebenheiten der Architektur, der Umgebung, und dem historischen Kontext des Pavillons beschäftigt.
So kreierte Cyprien Gaillard mit der Performance „What it Does to Your City“ zur Berlin Art Week 2012 ein Ballett für die Kräne und Bagger der sich im Umkreis des gläsernen Oktogons befindenden Baustellen. Die ungelenken Maschinen wurden dafür wie Tänzer zu Musik choreographiert und kreierten ein urbanes Spektakel das Prozesse der Vernichtung und Erneuerung miteinander verband.
Die Ausstellungen von Tatiana Trouvé beschäftigten sich ebenfalls mit der Wandelbarkeit des urbanen Kontexts des Pavillon. Für ihre Installation „Somewhere, 18-12-95. An Unknown. 1981“ im Januar 2014 integrierte Trouvé Eindrücke aus dem verwüsteten Stadtbild in die Ausstellung. Auch Thomas Hirschhorn brachte für seine Ausstellung „Höhere Gewalt“ im August 2014 die Außenwelt in den Pavillon und ließ die Decke des Pavillons visuell zum Einsturz bringen und enthüllte so „das Nichtgezeigte, das Versteckte, das Chaos“, das nur in Momenten der Zerstörung oder des Aufbaus sichtbar wird.
2013 wurde der Schinkel Pavillon e. V. von dem Berliner Senat mit dem mit 30.000 € dotierten Preis für künstlerische, selbstorganisierte Projekträume und -initiativen in Berlin ausgezeichnet.
2015 hat der Schinkel Pavillon e. V. eine Benefiz-Auktion durchgeführt, für die 54 internationale Künstler unter ihnen John Baldessari, Paul McCarthy, George Condo, Fischli/Weiss, Isa Genzken, Andreas Gursky, Camille Henrot, Philippe Parreno, Cindy Sherman und Rosemarie Trockel ihre Werke gestiftet haben und deren Erlös den Umbau der Schinkelklause im Erdgeschoss ermöglicht hat und das Fortbestehen der Institution gewährleistet.